# Nuraminis
Nuraminis (sardinsky: Nuràminis) je italská obec (comune) v provincii Sud Sardegna v regionu Sardinie. Nachází se ve výšce 91 metrů nad mořem a má přibližně 2 300 obyvatel. Rozloha obce je 45,18 km².